# 대추나무 사랑걸렸네
《대추나무 사랑걸렸네》는 1990년 9월 9일부터 2007년 10월 10일까지 방송되었던 전원 드라마 작품이다.

## 방송 시간
| 방송 채널 | 방송 기간                          | 방송 시간                            |
| --------- | ---------------------------------- | ------------------------------------ |
| KBS 2TV   | 1990년 9월 9일 ~ 1991년 5월 19일   | 매주 일요일 아침 8시 50분 ~ 9시 40분 |
| KBS 2TV   | 1991년 5월 26일 ~ 1992년 4월 5일   | 매주 일요일 아침 9시 ~ 9시 50분      |
| KBS 2TV   | 1992년 4월 12일 ~ 1993년 4월 25일  | 매주 일요일 아침 9시 ~ 10시          |
| KBS 1TV   | 1993년 5월 2일 ~ 1994년 10월 9일   | 매주 일요일 오전 10시 ~ 11시         |
| KBS 1TV   | 1994년 10월 26일 ~ 1997년 5월 14일 | 매주 수요일 저녁 7시 35분 ~ 8시 30분 |
| KBS 1TV   | 1997년 5월 20일 ~ 1998년 2월 10일  | 매주 화요일 저녁 7시 35분 ~ 8시 30분 |
| KBS 1TV   | 1998년 2월 18일 ~ 2001년 10월 31일 | 매주 수요일 저녁 7시 35분 ~ 8시 25분 |
| KBS 1TV   | 2001년 11월 7일 ~ 2007년 10월 10일 | 매주 수요일 저녁 7시 30분 ~ 8시 25분 |

## 기획 의도
- 농촌의 아름다운 풍경을 자랑하는 전원 드라마 작품으로, 시골 동네의 풍경의 농사에 관련된 이모저모를 오밀조밀하게 나타낸 작품이다.[2]

## 역대 제작진
연출
- 고성원
- 엄기백
- 박수동(1차)
- 어수선
- 이성주
- 박수동(2차)
- 신현수
- 이원익
- 염현섭
- 윤흥식

조연출
- 이재영
- 성준기
- 김영진
- 이달현
- 한준서
- 정성효
- 신창석
- 최인성
- 김유철
- 전창근
- 김형일
- 김형석
- 김정록
- 강병택
- 김정규
- 이정섭
- 김정민
- 김영조
- 노상훈
- 백상훈
- 박기호
- 박현석
- 송현욱
- 차영훈

프로듀서
- 김현준
- 박수동
- 한철경

## 주제곡
196회 방송분까지 오리지널 주제곡을 쓰였다가 197회 방송분부터 시그널 미디(MIDI) 버전의 변형을 수정하였으며, 이듬해 1993년 가을 개편(206회 방송분) 이후부터 새롭게 리메이크 곡의 시그널을 떠올렸다.

## 참고 사항
- 1대 연출자였던 원로 PD 고성원은 《대추나무 사랑걸렸네》의 연출 당시 여타 외 작가 등으로부터 100만 원을 받는 등 총 480만 원을 받은 혐의 때문에 1994년 2월 10일 배임수재 혐의로 인하여 구속된 바 있었다.[3]
- 연출자 중의 한 명이었던 어수선 PD가 조연출로 참여한 드라마 중의 하나인 KBS 1TV 드라마 《인간극장》의 6화 《'마이더스의 손'》의 담당 PD였던 이덕건은 《대추나무 사랑걸렸네》의 1대 연출자이기도 한 원로 PD 고성원이 그랬던[4] 것처럼 배임수재 혐의로 구속된 전과[5]가 있었다.
- 특정업소를 간접광고하였다는 이유 때문에[6] 방송통신심의위원회 측에서 '경고' 조치를 받았다.
- 1993년 5월 2일부터 1994년 10월 10일까지 한동안 KBS 1TV에서 매주 일요일 오전 10시에서 방송되었으며, 당시 해당 드라마 자리에는 《일요일은 참으세요》가 1993년 5월 3일부터 방송될 예정이었지만[7] 오연수, 손지창, 백일섭 등의 배우들 섭외 문제로 어려움을 겪어오자[8] KBS는 일요아침드라마 시간에 아침 8시부터 애니메이션 특집 《만화대잔치》를 내보내고, 《일요일은 참으세요》는 1993년 5월 10일로 첫 회가 변경되었다.
- 이 드라마 작품의 총 출연진 중 최고령 출연자는 1991년 1월(시즌 1기) 당시 극중 신곡리(경기 김포)의 김동준 이장(김동완 분)의 전북 고창 사는 처갓댁 첫째 처숙부 역으로 나온 남성 원로 연극배우 겸 연기자 추봉 선생이고, 차고령 출연자는 1991년 2월(역시 시즌 1기) 당시 역시 극중 신곡리(경기 김포)의 김동준 이장(김동완 분)의 충북 보은 사는 처갓댁 둘째 처숙부 역으로 나온 남성 원로 영화배우 겸 연기자 추석양 선생이다.
- 해당 드라마 작품의 시즌 1기는 1990년 9월 9일부터 1998년 9월 9일(극중 주요 에피소드 장소 이름: 경기도 김포 고촌면 신곡리; 당시 해당 동네 실명.)까지 8년 동안, 시즌 2기는 1998년 9월 16일부터 2001년 2월 28일(극중 주요 에피소드 장소 이름: 인천 강화 양도면 건평리; 당시 해당 동네 실명.)까지 2년 5개월 동안, 시즌 3기는 2001년 3월 7일부터 2007년 10월 10일(극중 주요 에피소드 장소 이름: 충청북도 진천 문백면 호암중리; 그러나 단, 당시 해당 동네 실명은 사양리.)까지 6년 7개월 동안으로 방영되었다.
- 시청 가능 연령을 의무적으로 표시하는 드라마 등급 제도가 인력 보강 등 방송사 내부의 사전 준비 시기를 염두에 두고 6개월 간의 유예 기간을 거친 후에 2002년 10월 방송분(하반기 프로그램 개편 시점)부터 적용되었다.

## 경쟁 드라마
- 전원일기 (MBC TV)